# Capilla del Sauce
Capilla del Sauce – miasto w Urugwaju, w departamencie Florida.